# Fläckig säckspinnare
Fläckig säckspinnare (Bankesia conspurcatella) är en fjärilsart som beskrevs av Philipp Christoph Zeller 1850. Fläckig säckspinnare ingår i släktet Bankesia och familjen säckspinnare. Arten har ej påträffats i Sverige. Inga underarter finns listade i Catalogue of Life.